# Свято-Вознесенський храм (Дубно)
Свя́то-Вознесе́нський храм — храм Української православної церкви (Московського патріархату), розташований по вулиці Миру, 6 у місті Дубно. Належить Рівненській єпархії.

## Історія
4 березня 1995 року Свято-Вознесенська церква на вулиці Підборці перейшла під управління Української православної церкви Київського патріархату. Парафіяни Московського патріархату оскаржили акт передачі храму в суді. Судова колегія в цивільних справах Верховного Суду України визнала акт передачі храму незаконним. Але судовий процес тривав ще десять років, весь цей час громада УПЦ (МП) молилася спочатку в гаражі, а потім в хаті священика. Громада УПЦ КП ні одного рішення суду не виконала і 23 травня 2007 року було вирішено розпочати будівництво нового храму.
9 серпня 2007 року в день пам'яті великомученика і цілителя Пантелеймона архієпископ Рівненський і Острозький Варфоломій звершив чин освячення закладного каменя під будівництво храму, а 27 листопада 2010 року, в день пам'яті апостола Пилипа, храм було освячено і почались регулярні служби Божі. При храмі діє недільна школа. Дитячий хор недільної школи разом з церковним хором бере участь у богослужіннях.
Чин освячення храму звершив архієпископ Рівненський і Острозький Варфоломій, керуючий Рівненською єпархією.
Настоятелем храму від початку є протоієрей Миколай Кириченко.
Престольне свято — Вознесіння Господнє.
Престольний відпуст: Великомученика і цілителя Пантелеймона

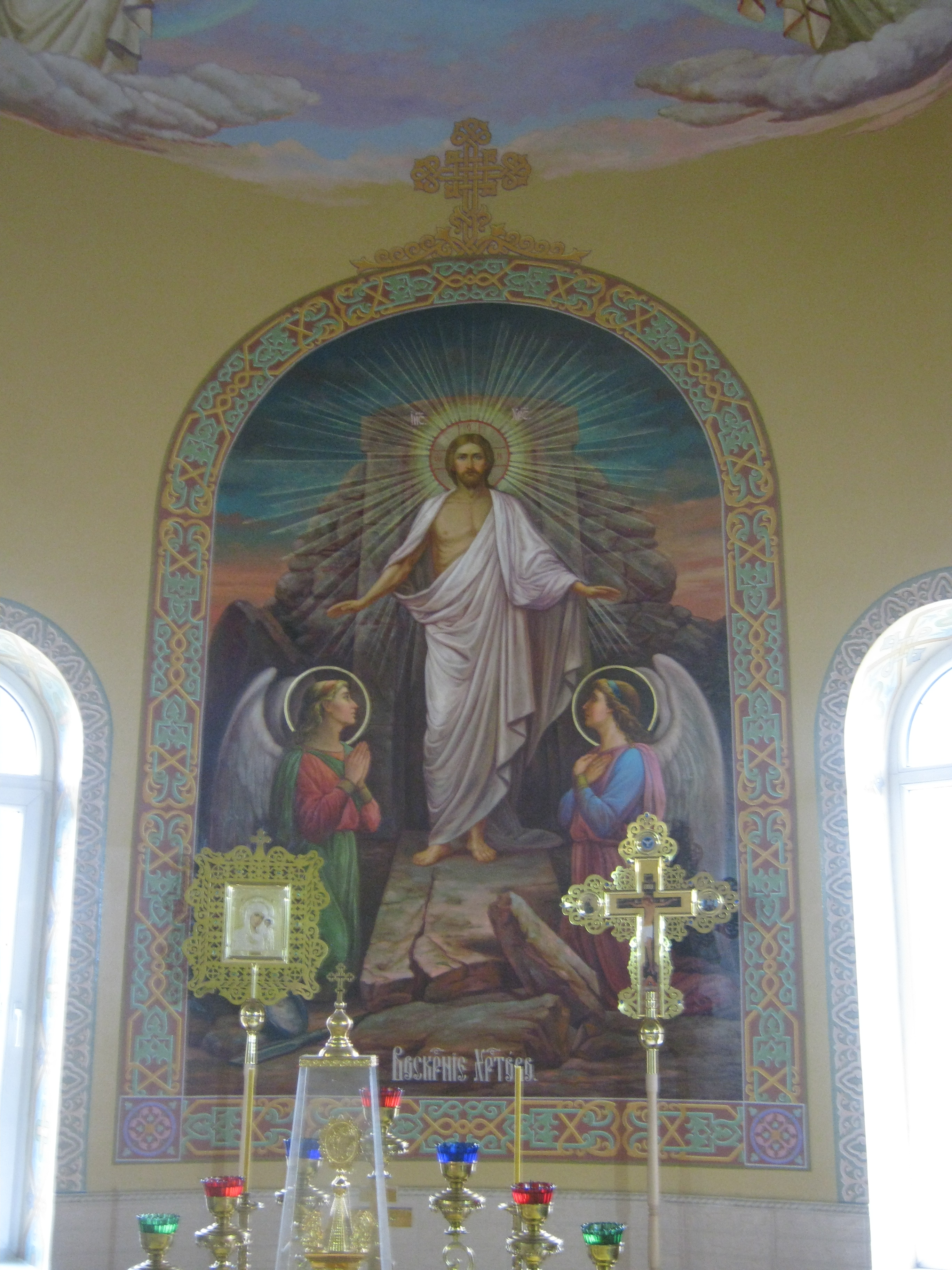
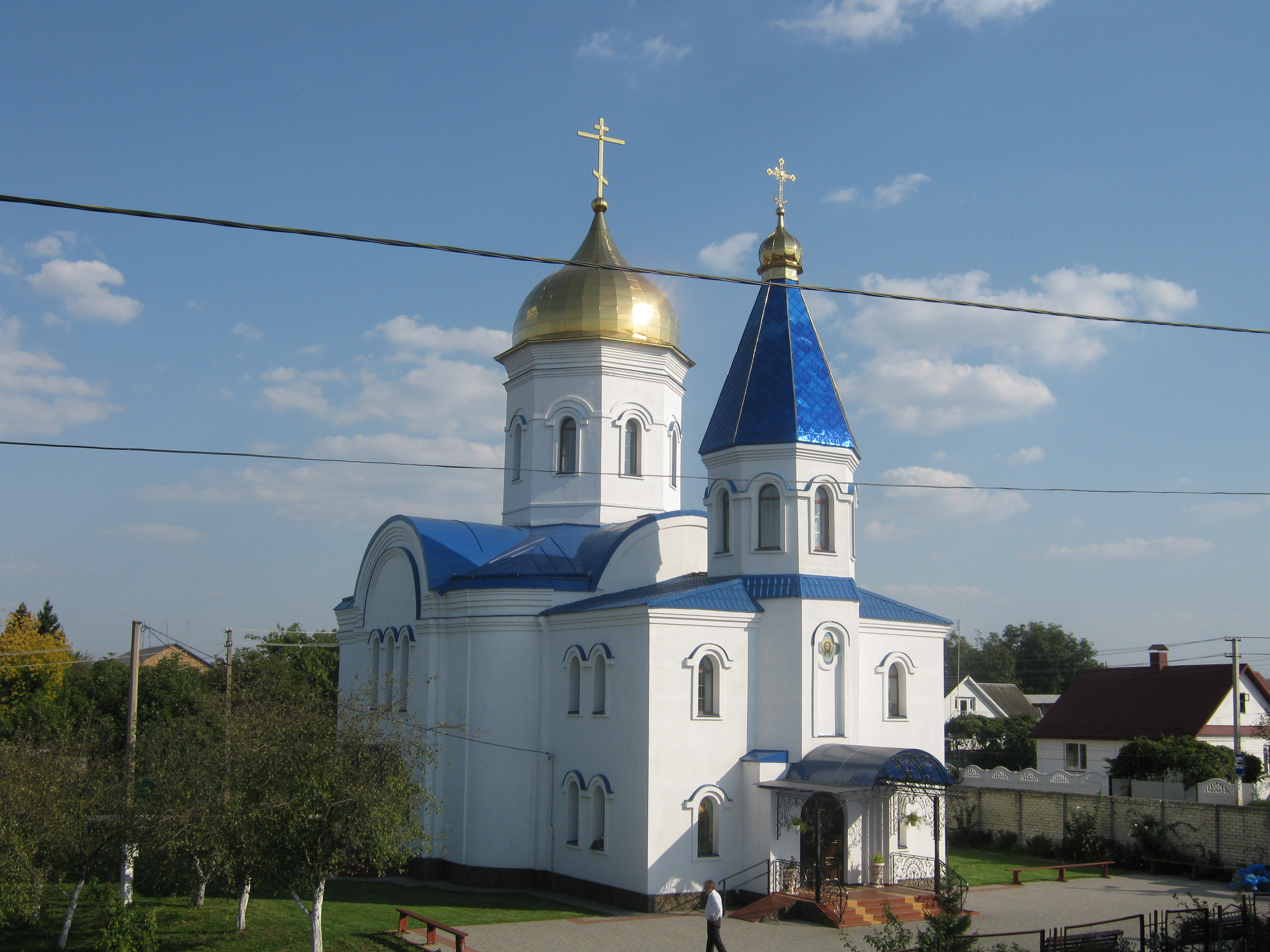
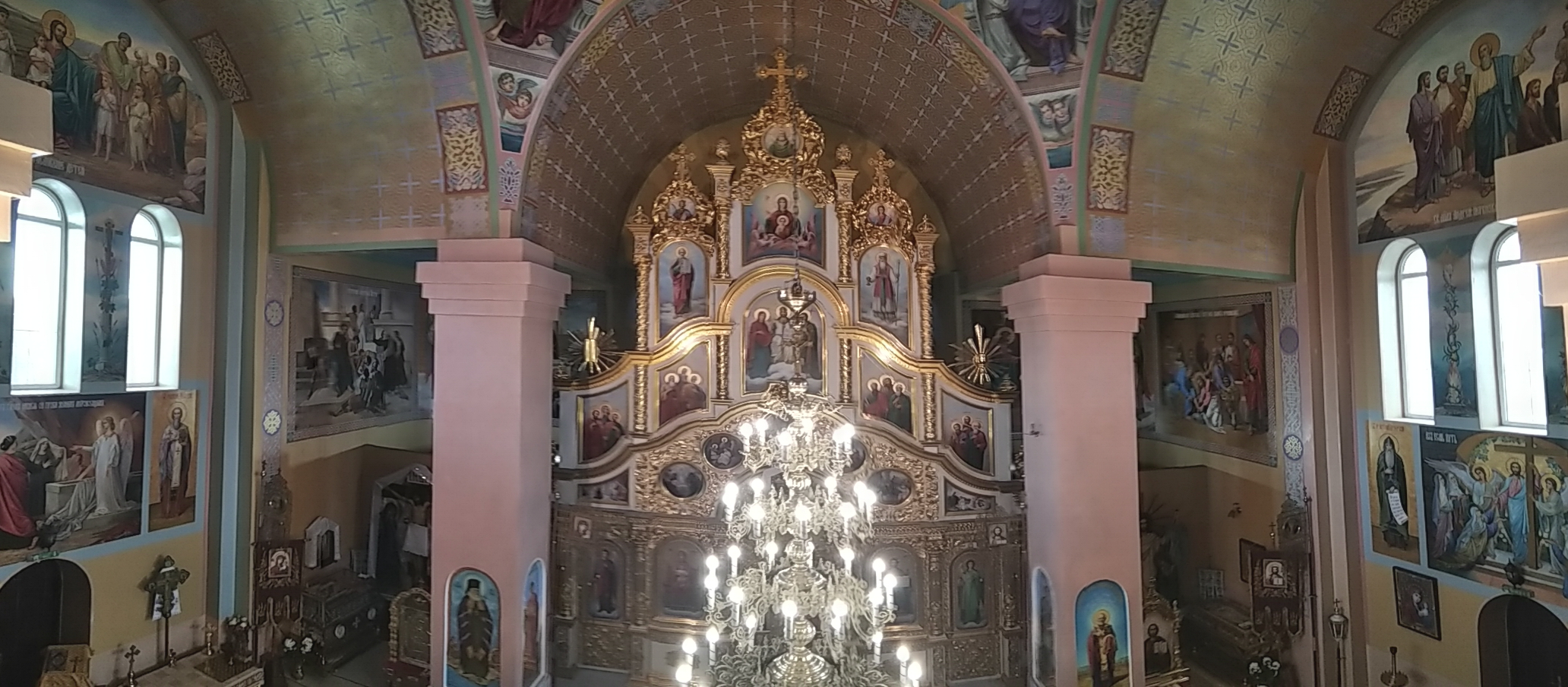
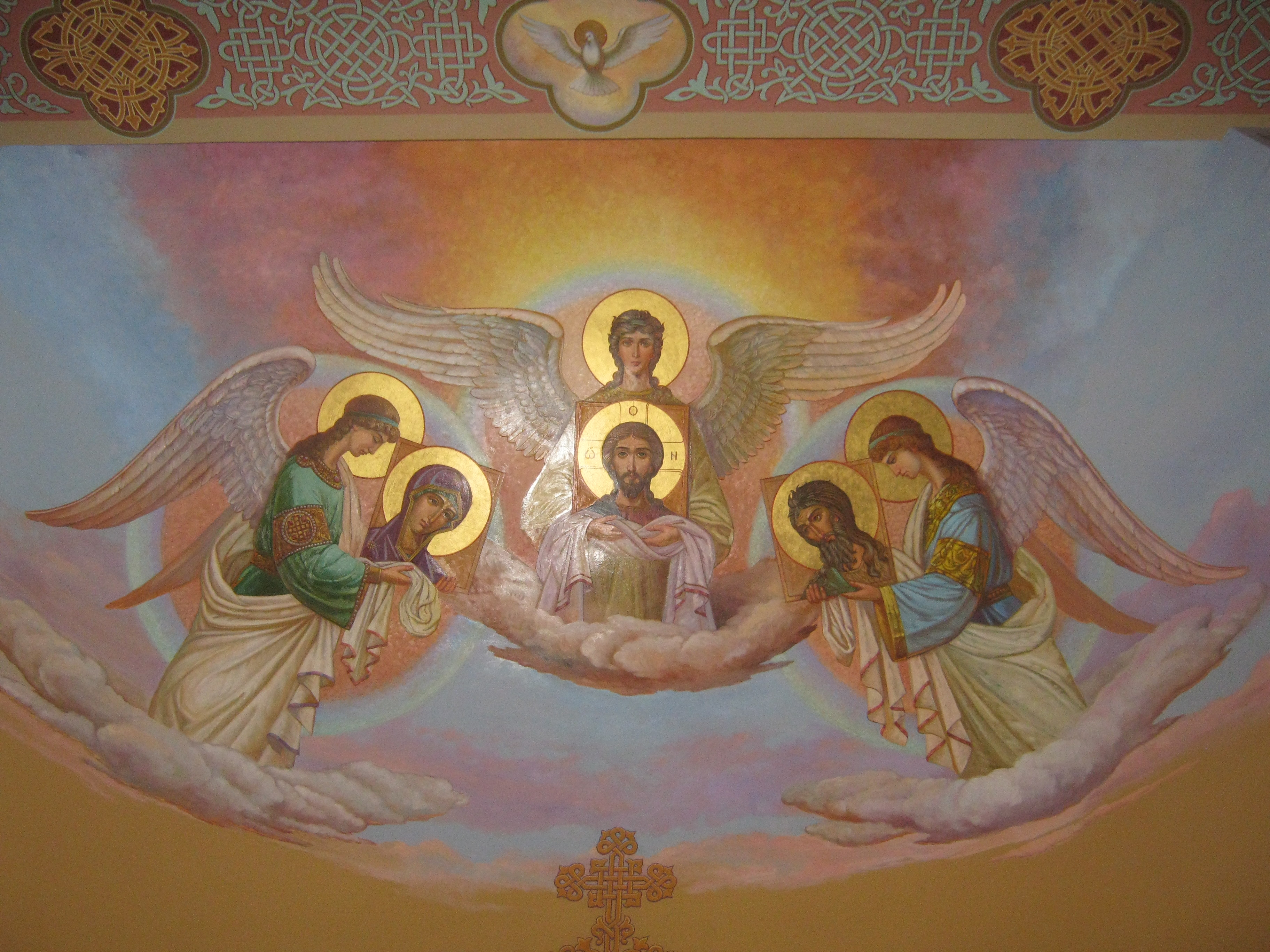
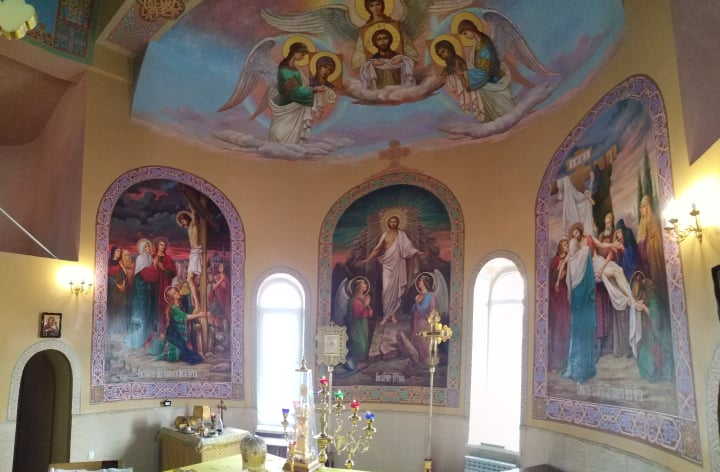
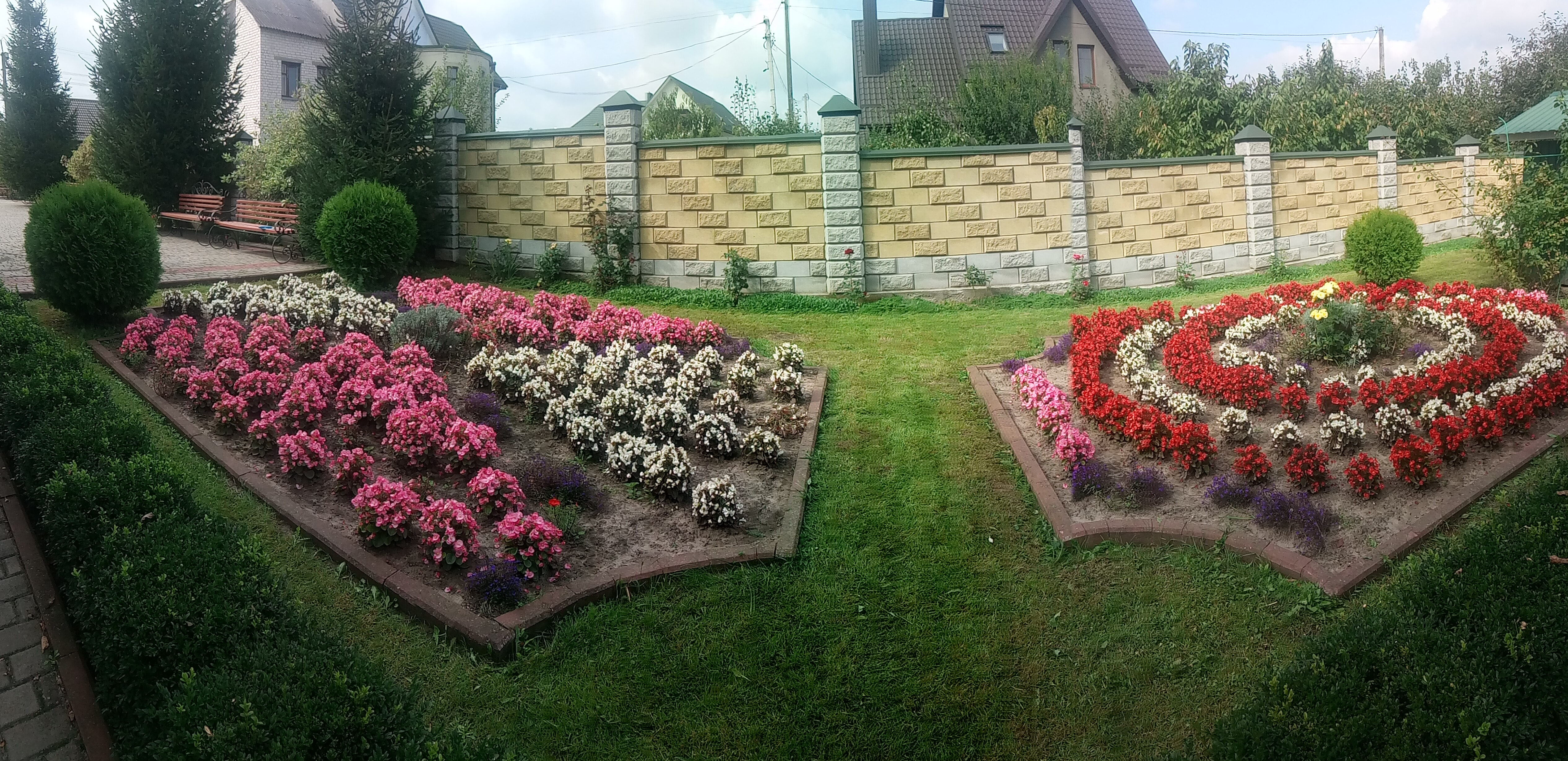
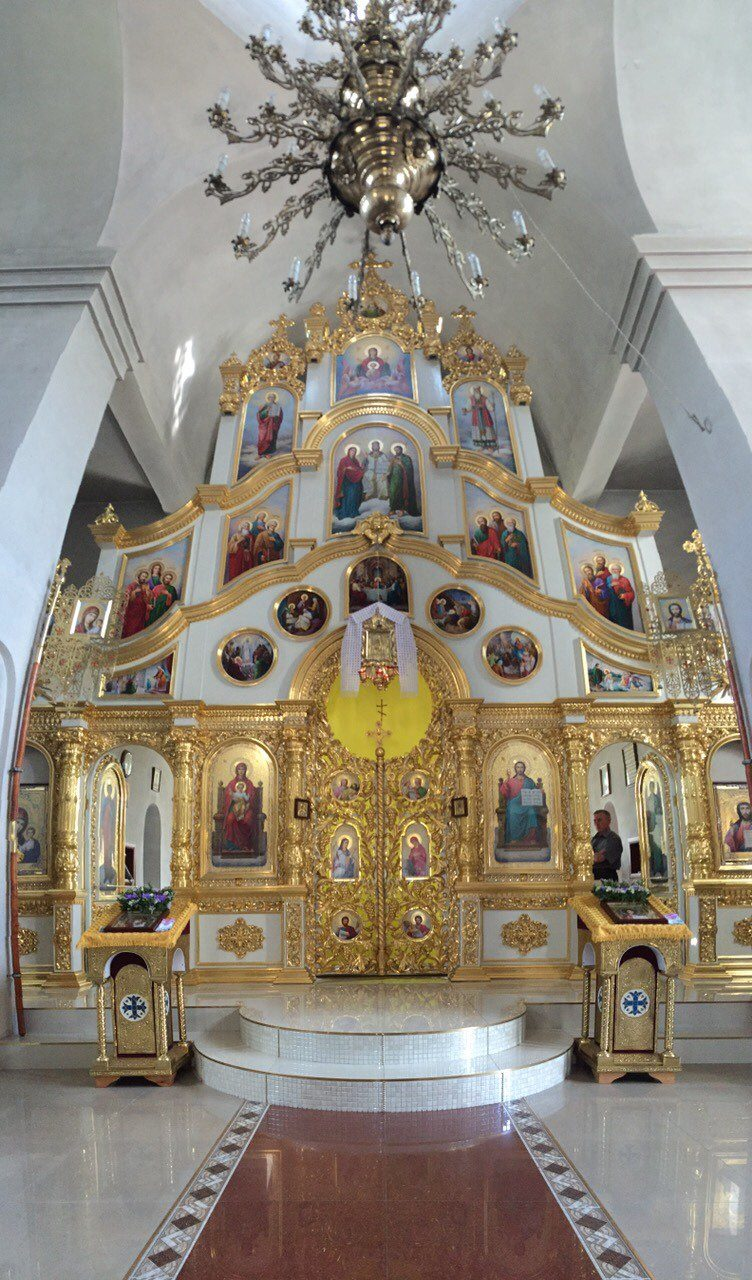
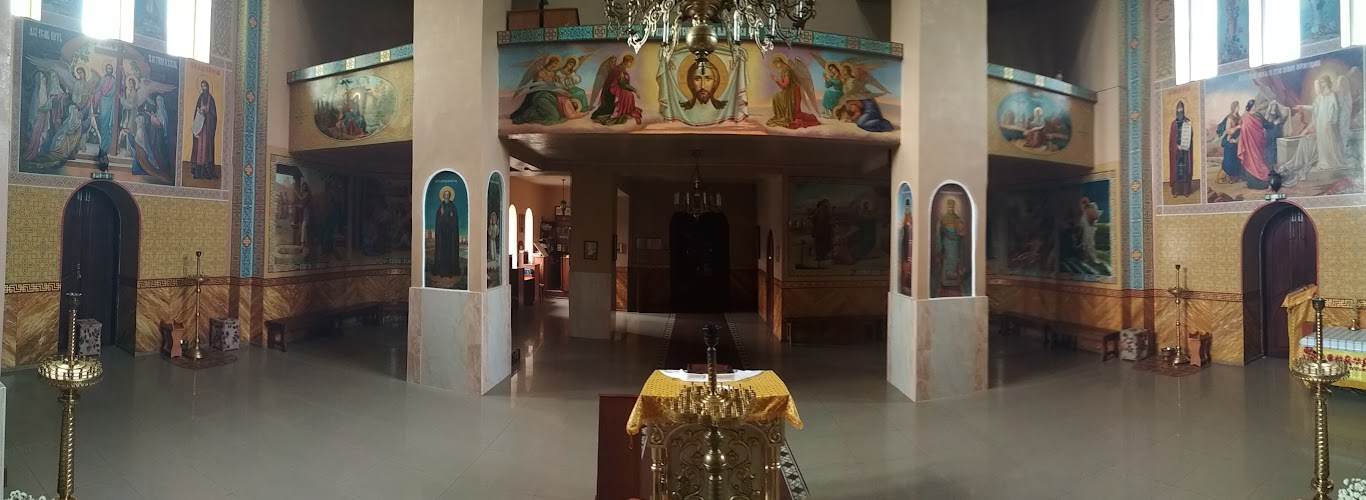